# Fat Joe
Fat Joe, de son vrai nom Joseph Antonio Cartagena (né le 19 août 1970 dans le Bronx, à New York), est un rappeur et acteur américain. Le premier album de Fat Joe s'intitule Represent, publié en 1993, suivi de Jealous One's Envy en 1995. Entre 1998 et 2006, il est signé au label Atlantic Records, publiant quatre albums sous le label, Don Cartagena en 1998, Jealous Ones Still Envy en 2001, Loyalty en 2002, et All or Nothing en 2005. Après la publication de All or Nothing, Fat Joe s'implique dans une rivalité publique avec le rappeur new-yorkais 50 Cent, qui a attaqué Fat Joe sur sa chanson Piggy Bank. Par ailleurs, il fait une légère apparition dans le film Scary Movie 3, sous sa vraie identité.
Son album Me, Myself, and I est publié au label Imperial Records, distribué par Terror Squad Entertainment. L'album suivant s'intitule The Elephant in the Room, publié en 2008 ; Jealous Ones Still Envy 2, la suite de Jealous Ones Still Envy, est publiée en octobre 2009. Son dixième album The Darkside Vol. 1 est publié le 27 juillet 2010.

## Biographie

### Jeunesse
Fat Joe est né le 19 août 1970 au sud du Bronx dans la ville de New York, où il est élevé par des parents de descendances portoricaines et cubaines,. Jeune, il vit dans un logement social et commence à voler à un très jeune âge. Il admet également avoir été bizuté pendant son enfance. Son frère lui fait connaître le hip-hop. Adolescent, il s'inspire du rappeur latino Big Pun. Fat Joe explique s'être inspiré de lui parce que « les latinos avant nous avaient l'occasion de percer, mais n'ont jamais réussi. Ils viennent tester de la musique de noir, en remuant le drapeau. [Mais] on essaye de tout changer au nom de tous les autres latinos, et ça fait ses preuves. »

### Débuts (1992–1995)
Sous le nom de Fat Joe da Gangsta, membre du groupe de hip-hop Diggin' in the Crates (D.I.T.C.), Cartagena signe au label Relativity Records au début des années 1990, enregistre des chansons, et travaille pour d'autres artistes grâce auxquels il signera à leur label. En 1993, son premier album, Represent, est publié et contient des chansons de The Beatnuts, Diamond D, et Lord Finesse, notamment. Le single principal, Flow Joe atteint la première place des Billboard Hot Rap Singles ; d'autres petits singles de l'album incluent Watch the Sound et This Shit is Real.
En 1995, Fat Joe publie son deuxième album, Jealous One's Envy, qui atteint la 71e place du Billboard 200 et la 7e des Top R&B/Hip Hop Albums. L'album fait participer KRS-One et Diamond D. Le single principal s'intitule Success qui n'atteint aucun classement ; son second single Envy, en revanche, atteint la 8e place des Hot Rap Tracks. Le succès de l'album mène Fat Joe à participer au single I Shot Ya de LL Cool J avec Foxy Brown, Keith Murray, et Prodigy de Mobb Deep.

### Atlantic Records, Terror Squad, et rivalité avec 50 Cent (1998–2005)
Publié en 1998, le troisième album de Fat Joe, Don Cartagena, devient son premier distribué au label Atlantic Records. Il atteint la 7e place du Billboard 200 et la deuxième place des Top R&B/Hip Hop Albums, puis est finalement certifié disque d'or par la RIAA.
L'album contient deux singles à succès, Bet Ya Man Can't Triz et Don Cartagena. Il fait participer Nas, Diddy, Big Pun, Raekwon, Jadakiss, et Bone Thugs-N-Harmony. Pour l'album, Fat Joe se lance avec son propre groupe, Terror Squad, qui regroupe plus tard Big Pun, ainsi que Cuban Link, Triple Seis, Prospect, Armageddon et par la suite Remy Ma. Joe admet lui-même, lors d'un entretien avec HipHopGame.com, avoir été critiqué pour n'avoir publié qu'un album solo d'une ancienne membre de Terror Squad, Remy Ma, et pour avoir à peine fait participer d'autres membres comme Prospect et Armageddon sur True Story. Le chanteur de Terror Squad, Tony Sunshine, repoussait la date de sortie de son nouvel album, et Joe explique que Prospect et Armageddon n'avaient pas encore publié d'album solo, parce qu'ils avaient « trop la flemme. » En 1999, il participe au single de Jennifer Lopez, Feelin' So Good, issu de son album On the 6.
Fat Joe publie son quatrième album Jealous Ones Still Envy en 2001, produit par Irv Gotti. L'album fait participer des pionniers tels que Ashanti, Ja Rule, N.O.R.E., Busta Rhymes, Petey Pablo, M.O.P., Ludacris, R. Kelly, Buju Banton, et d'autres artistes de son label Terror Squad. Le single principal, We Thuggin' en featuring avec R. Kelly devient un succès à la fin de 2001, mais n'atteint pas le niveau du single What's Luv?, un titre à succès en 2002 qui fait participer Ja Rule et Ashanti. L'album devient le plus grand hit de Fat Joe, et est certifié disque de platine. Cependant, le cinquième album de Fat Joe, Loyalty, n'atteindra pas le même succès à la fin de 2002.
En 2003, Fat Joe participe au single pop I Want You de la chanteuse mexicaine Thalía. La même année, lui et Tony Sunshine jouent le single Crush Tonight issu de l'album Loyalty dans l'émission Chappelle's Show, présenté par Dave Chappelle. Fat Joe atteint les classements en 2004 avec son groupe Terror Squad, en collaborant avec Remy Ma sur le titre Lean Back issu de l'album du groupe True Story. La chanson est vivement critiquée à deux reprises par le conservateur L. Brent Bozell III pour ses insultes à répétition,. Cependant, Jason Birchmeier du site AllMusic considère la chanson de « duo parfait entre Joe et Remy Ma... » Il se lance ensuite dans l'enregistrement du premier album en anglais d'Ivy Queen, Real, qu'elle souhaite faire connaitre dans le monde du hip-hop anglophone,,.
Un an plus tard, en 2005, Fat Joe publie son sixième album All or Nothing, noté pour son diss song populaire My Fofo, qui s'adresse au rappeur new-yorkais 50 Cent. All or Nothing se compose des singles So Much More et Get It Poppin en featuring avec Nelly, et avec la brève participation d'Eminem, de Mase, Remy Ma, Mashonda, et R. Kelly. En réponse au titre My Fofo, 50 Cent attaque Fat Joe dans son titre Piggy Bank issu de son album à succès The Massacre publié en 2005,,. Fat Joe s'attaque encore à 50 Cent en le traitant de « lâche » lors d'un entretien avec Kay Slay à la radio new-yorkaise WQHT. Le conflit se poursuit aux at MTV Video Music Awards de 2005, lorsque Fat Joe présente le groupe de reggaeton en featuring avec Daddy Yankee, Joe remarque, « je me sens mieux avec toute la protection policière fournie par la G-Unit. » Peu après, pendant la pause publicité sur MTV, 50 Cent insulte Joe, et saute sur scène lorsque Fat Joe part.

### Me, Myself and IetThe Elephant in the Room(2006–2008)
Me, Myself and I, publié en 2006, est le septième album de Fat Joe, et son premier distribué par le label Virgin Records. Il se compose du hit Make It Rain composé avec Lil Wayne, et du single No Drama (Clap and Revolve). Fat Joe participe à la compétition Freestyle 59 de VH1 en octobre 2006.

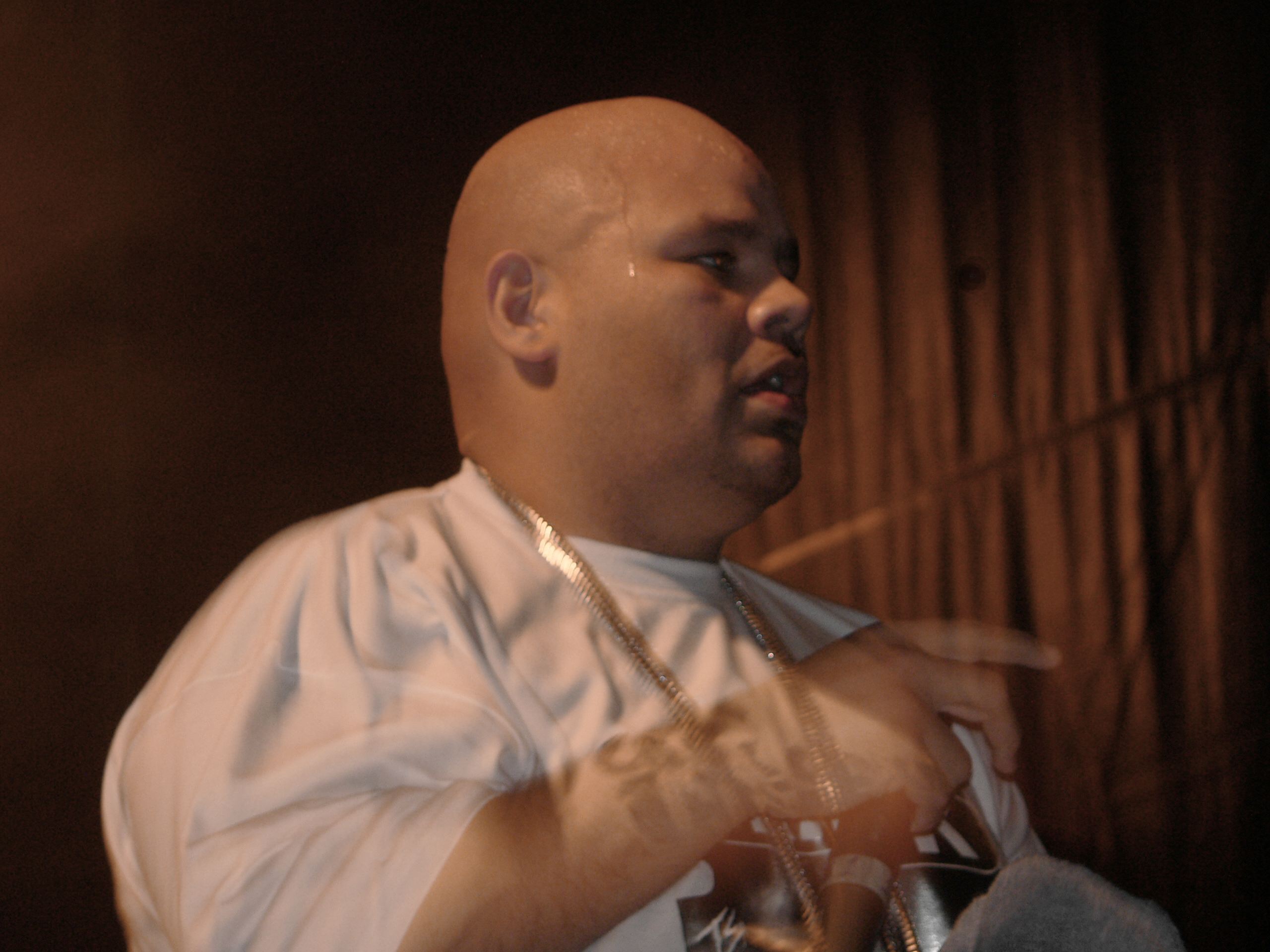
Fat Joe sur scène au Portugal en 2006.

En juin 2007, le Reverend Michael Pfleger cible Fat Joe et d'autres rappeurs pour incitation à la misogynie dans sa campagne Stop Listening to Trash, lancée le 18 juin 2007 à Chicago, dans l'Illinois. Ce même mois, Fat Joe participe au single de DJ Khaled We Takin' Over avec Akon, T.I., Rick Ross, Birdman, et Lil Wayne, et au remix du titre I'm So Hood avec Lil Wayne, Young Jeezy, Rick Ross, Busta Rhymes, Big Boi, Ludacris, et Birdman. Les échanges verbaux continuent entre Fat Joe et 50 Cent à cette même période : en septembre 2007, dans l'émission Rap City de la chaîne BET, 50 Cent accuse Fat Joe de ne pas venir lui faire face, mais Fat Joe juge cette situation ridicule. En janvier, 50 Cent publie un autre titre insultant Fat Joe intitulé Southside Nigga (I'm Leaving).
Le huitième album de Fat Joe, The Elephant in the Room, est distribué par Imperial Records, une division de Capitol Records et de Terror Squad Entertainment,, et publié le 11 mars, 2008 ; son single principal s'intitule I Won't Tell avec  J. Holiday. L'album débute sixième du Billboard Hot 100.

### Jealous Ones Still Envy 2(2009)
Le neuvième album de Fat Joe, J.O.S.E. 2, est prévu pour fin juin 2009. Pour cet album, Joe has fait participer Ron Browz, Fabolous, Lil' Kim, T-Pain, Lil Wayne, et Akon. One, en featuring avec Akon, est le premier single. L'album est publié le 6 octobre 2009 et vendu à 11 000 exemplaires sa première semaine. Il débute 73e du Billboard 200.

### Signature à E1 Music etThe Darkside(2010-2011)
En janvier 2010, Fat Joe annonce travailler sur un nouvel album, The Darkside Vol. 1. La production est faite par The Alchemist, Cool & Dre, Streetrunner, DJ Premier, Scoop DeVille, Just Blaze, Scram Jones, Raw Uncut et DJ Infamous avec quelques apparitions de Busta Rhymes, Trey Songz, Lil Wayne, R. Kelly, Clipse, Cam'ron, Rico Love, Too $hort, TA, et Young Jeezy. Le premier single extrait de The Darkside Vol. 1 est (Ha Ha) Slow Down, avec Young Jeezy. Le second single est If It Ain't About Money avec Trey Songz.
Le 28 mars 2010, Fat Joe signe un contrat de distribution avec E1 Music,. The Darkside Vol. 1 est publié le 27 juillet 2010. Le 6 août 2010, Fat Joe annonce, lors d'un entretien au MTV RapFix Live de Sway, prévoir deux volets supplémentaires pour The Darkside, et puis sa retraite.

### Darkside Vol. 2et onzième album (depuis 2012)
Joe participe à un remix du titre de DJ Khaled, Welcome to My Hood, avec Ludacris, T-Pain, Busta Rhymes, Twista, Mavado, Birdman, Ace Hood, Game, Jadakiss, Bun B et Waka Flocka Flame.  Dans un entretien avec le magazine XXL le 21 septembre 2011, Fat Joe annonce The Darkside Vol. 2 comme sa première mixtape officielle.
Le 19 octobre 2011, Another Round, le premier single extrait du futur onzième album de Fat Joe, est publié sur iTunes. Le deuxième single de l'album s'intitule Yellow Tape avec Lil Wayne, ASAP Rocky et French Montana. En septembre 2012, Joe participe au nouvel album d'Alejandro Sanz La Música No Se Toca dans un titre appelé Down. Joe publie ensuite un autre single, Ballin' le 18 mars 2013. La chanson est composée avec Wiz Khalifa et Teyana Taylor.

## Vie personnelle

### Vie sentimentale
Fat Joe est marié à sa femme, Lorena, depuis 1995. Le couple accueille leur unique enfant ensemble, une fille nommée Azariah, le 12 mai 2006.
Joe a également deux fils issus de relations antérieures : Joey, né quand Joe avait 19 ans et Ryan, né au milieu des années 90.

## Affaires judiciaires

### Agression et vol
Le 8 septembre 1998, Fat Joe et Big Pun ont été arrêtés pour voies de fait pour avoir frappé un homme avec une batte de baseball et volé sa chaîne en or le 14 juin de la même année.

### Témoin dans des affaires de meurtres
Dans deux affaires de meurtre, Fat Joe a été cité comme témoin :
L'ancien garde du corps de Fat Joe, Jose Mulero (également connu sous le nom de Sing Sing), a été arrêté le 17 septembre 2004 pour la mort par balle du 15 avril 1994 d'Ernesto Rivera qui avait 16 ans, dans une discothèque du Bronx. Répondant à une assignation à comparaître, Fat Joe a affirmé avoir entendu la fusillade et vu des gens fuir les lieux, mais les enquêteurs ont affirmé qu'il se tenait plus près de Jose Mulero, près d'une porte.
La police de Miami Beach a également désigné Fat Joe comme témoin lors d'un double meurtre en 2007 commis au Memorial Day  devant le David's Cafe II à South Beach. Jermaine Wufgang Chamberline de Miami Gardens a été accusé d'avoir abattu Lessli Paz et Joey Navarro ce matin-là ; Fat Joe et les deux victimes étaient assis dans une Cadillac Escalade de location garée devant le restaurant lorsqu'une bagarre a éclaté entre les passagers et un autre homme.

### Altercation physique en 2002
Joe a de nouveau été arrêté le 12 mai 2002 pour s'être prétendument battu avec un autre homme au B.B. King's Blues Club à Times Square, mais les accusations ont été abandonnées le 10 janvier 2003.

### Evasion Fiscale
En décembre 2012, Fat Joe a plaidé coupable d'évasion fiscale pour ne pas avoir payé d'impôt sur le revenu sur plus de 3 millions de dollars entre 2007 et 2010. Le 24 juin 2013, il a été condamné à quatre mois de prison pour évasion fiscale. Il a commencé sa peine le 26 août 2013 et a été libéré le 28 novembre 2013.

## Discographie

### Albums studio
- 1993 : Represent
- 1995 : Jealous One's Envy
- 1998 : Don Cartagena
- 2001 : Jealous Ones Still Envy
- 2002 : Loyalty
- 2005 : All or Nothing
- 2006 : Me, Myself and I
- 2008 : The Elephant in the Room
- 2009 : Jealous Ones Still Envy 2
- 2010 : The Darkside Vol. 1
- 2017 : Plata O Plomo (avec Remy Ma)
- 2019 : Family Ties (avec Dre)

### Mixtapes
- 2008 : The Crack Era
- 2011 : The Darkside Vol. II
- 2013 : Darkside III

### Avec D.I.T.C.
- 2000 : D.I.T.C.

### Avec Terror Squad
- 1999 : The Album
- 2004 : True Story

### Singles
- 2000 : Feelin' So Good (Jennifer Lopez featuring Big Pun & Fat Joe)
- 2001 : We Thuggin' (featuring R. Kelly)
- 2002 : What's Luv? (featuring Ashanti & Ja Rule)
- 2002 : Crush Tonight (featuring Ginuwine)
- 2003 : All I Need (featuring Tony Sunshine & Armaggedon)
- 2003 : I Want You (Thalía featuring Fat Joe)
- 2004 : Chasing Papi (Huey Dunbar featuring Fat Joe)
- 2004 : Lean Back (Terror Squad featuring Fat Joe & Remy Ma)
- 2004 : New York (Ja Rule featuring Fat Joe & Jadakiss)
- 2005 : Hold You Down (Jennifer Lopez featuring Fat Joe)
- 2005 : So Much More : no 81 aux États-Unis
- 2005 : Let's Get It Poppin' (featuring Nelly)
- 2005 : I Don't Care (Ricky Martin featuring Fat Joe & Amerie)
- 2006 : Damn
- 2006 : Clap & Revolve
- 2006 : New York (featuring Ja Rule & Jadakiss)
- 2006 : Make it Rain (featuring Lil' Wayne)
- 2006 : Mas Maiz (N.O.R.E. featuring Fat Joe & Chingo Bling)
- 2006 : Breathe & Stop (featuring The Game)
- 2007 : Make It Rain (remix) (featuring Lil Wayne, R.Kelly, T.I. & Rick Ross)
- 2007 : We Taking Over (featuring DJ Khaled, Akon, Rick Ross & T.I.)
- 2007 : 300 brolic
- 2008 : Drop it N Rock it (featuring Mr. Criminal)
- 2008 : I Won't Tell (featuring J. Holiday)
- 2008 : Ain't Sayin' Nothin (featuring Plies)
- 2009 : One (featuring Akon)
- 2009 : Hey Joe
- 2009 : Aloha
- 2010 : Slow down (featuring Young Jeezy)
- 2010 : Tá mé páiste gréine mór (chanson en langue irlandaise avec Bono)
- 2011 : All I Do is Win (remix) (featuring DJ Khaled, T-Pain, P. Diddy, Rick Ross, Busta Rhymes, Nicki Minaj, Fabolous, Jadakiss & Fat Joe)
- 2012 : Fly Away (Jean Roch featuring Fat Joe & Amerie)
- 2013 : Ballin (featuring Wiz Khalifa & Teyana Taylor)
- 2013 : Love Me Long Time (featuring Future)
- 2013 : Your Honor (featuring Action Bronson)
- 2014 : Another Day (featuring Rick Ross, French Montana & Tiara Thomas)
- 2014 : Stressin (featuring Jennifer Lopez)
- 2016 : Mula (Hamza featuring Fat Joe)
- 2016 : All The Way Up (avec Remy Ma featuring French Montana & Infared)
- 2016 : Cookin (avec Remy Ma & French Montana featuring RySoValid)
- 2016 : Money Showers (avec Remy Ma featuring Ty Dolla Sign)
- 2017 : Heartbreak (avec Remy Ma featuring The-Dream & Vindata)
- 2019 : Yes (Avec Cardi B, Anuel AA)

## Filmographie
- Thicker Than Wat (1999)
- Prison Song (2001)
- Empire (2002)
- Scary Movie 3 (2003)
- Happy Feet (2006)
- Superbad (2007)
- Supermodel (2015)
- Nola Darling n'en fait qu'à sa tête (série télévisée) (2017–maintenant)
- Back to School (film, 2018)